# Gordonia spectabilis
Gordonia spectabilis là một loài thực vật có hoa trong họ Theaceae. Loài này được Hunter ex Ridl. mô tả khoa học đầu tiên năm 1909.